# قرية براكاشا
براكاشا، المعروفة شعبيًا باسم داكشين كاشي هي قرية تقع على ضفة نهر تابي في تالوكا شهادة في منطقة ناندوربار التابعة لـماهاراشترا، الهند.

## التركيبة السكانية
يبلغ عدد سكان قرية براكاشا حوالي 20,000 نسمة، يعمل 90% منهم في الزراعة و10% في الأعمال التجارية الصغيرة. براكاشا هي قرية صغيرة ذات حدود روحية وتعد مكان مقدس للزيارة. يوجد بها 108 معبد من معابد شيفا وغيرهم من المعابد الأخرى التي تحيط بالقرية. ومن بين المعابد الأكثر زيارة معبد كيداريشوار ومعبد سانجامشوار (تريفيني سانجام).

## معالمها
تعد قرية براكاشا مكانًا دينيًا مشهورًا وتُعرف بين عامة الشعب باسم داكشين كاشي. تعد براكاشا واحدة من أسرع الأماكن تطورًا في منطقة ناندوربار نظرًا لموقعها على الطريق السريع بالولاية وتضم جميع المرافق حول القرية بما في ذلك محطة بنزين ومستشفى مدني وكلية إعدادية ومدرسة، وكذلك بعض الصناعات الصغيرة، كما تضم العديد من المعابد.